# 磯の口明け
磯の口明け（いそのくちあけ）とは、解禁日明けを指す言葉。沿岸地先で水産物を保護する目的で、禁漁期を定めている場合に解禁となる日のことをいう。

## 千葉県
千葉県においては、千葉県海面漁業調整規則（第36条）で、水産生物に対して採捕禁止期間が設けられており、アワビは9月16日－翌年の3月31日まで、トコブシは8月16日－翌年の3月31日まで、サザエは6月1日－6月30日まで、テングサは11月1日－翌年の3月31日まで、イセエビは6月1日－7月31日まで、タイラギは6月1日－10月31日までとなっているほか、ワカメやヒジキなどは漁業協同組合が自主的に期間を定めて、各地先の水産資源の育成状況や、捕獲作業に適した潮時から口明けを決定している。